# Карев, Александр Васильевич

Президиум ВСЕХБ, 1944 год. Слева направо: М. А. Орлов, П. И. Малин, Я. И. Жидков, А. В. Карев и М. И. Голяев

Алекса́ндр Васи́льевич Ка́рев (20 декабря 1894 — 24 ноября 1971) — деятель евангельско-баптистского движения в СССР, генеральный секретарь ВСЕХБ, главный редактор журнала «Братский вестник», пастор, проповедник, духовный писатель. Член правления Фонда Мира и совета Института советско-американских отношений, член Всемирного Совета Мира и Советского комитета защиты мира, представитель советского баптизма во Всемирном совете церквей.

## Биография

### Годы становления

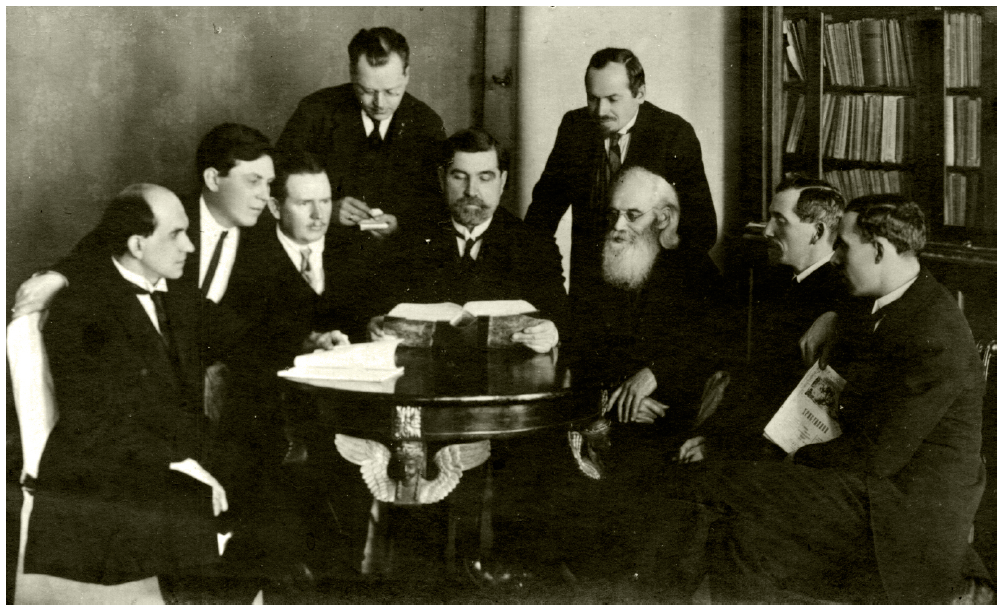
Совет Всесоюзного совета евангельских христиан (прохановцев). Около 1927 года. В центре - И. С. Проханов, справа от него - И. В. Каргель. Крайний слева - А. В. Карев

Александр Карев родился в Санкт-Петербурге, в семье железнодорожного служащего. В трёхлетнем возрасте он остался без отца, и когда ему исполнилось пять, мать отдала его в пансион, предназначенный для обучения детей, оставшихся без одного из родителей. Закончив обучение в пансионе, в десятилетнем возрасте, Карев поступил в немецкую лютеранскую среднюю школу. В январе 1913 года, читая Священное Писание и духовную литературу, молодой Карев обратился ко Христу. Почти через два года, в декабре 1914 года, он принял водное крещение по вере и присоединился к Петроградской общине евангельских христиан, возглавляемой в то время Иваном Каргелем.
По окончании школы Карев поступил в Политехнический институт, на общественно-экономический факультет. Институт ему так и не довелось закончить, в связи с гражданской войной. 5 марта 1915 года Карев произнёс свою первую проповедь. После этого он активно включается в деятельность общины. Также Карев активно участвует в деятельности Студенческого христианского движения и Христианского союза молодёжи, возглавляемого бароном Николаи, редактирует христианский молодёжный журнал «Призыв».
В 1922 году, по возвращении из армии, Карев посвящает себя служению во Всероссийском союзе евангельских христиан (ВСЕХ). Сначала он возглавляет отдел переписки, также преподавая на Библейский курсах, и проводя семинары для служителей церкви в Ленинградском библейском колледже. Становится заместителем Проханова, и фактически возглавляет работу ВСЕХ в связи с частыми разъездами последнего. К этому периоду относится расцвет литературного творчества Карева. В 1930 году канцелярия ВСЕХ переезжает в Москву, где Карев и трудится. Во время сталинских репрессий 30-х годов Карев подвергся восьмилетней ссылке.

### Деятельность во ВСЕХБ
По возвращении из ссылки в начале 40-х Карев возвращается к деятельности во ВСЕХ, единственном, на тот момент, евангельском союзе, который не был закрыт властями (хотя на практике в союзе оставалась только одна легальная община — Московская церковь евангельских христиан). В связи с вызванными Великой Отечественной войной послаблениями, оказанными сталинским правительством верующим, Карев, совместно с Орловым и другими сотрудниками ВСЕХ, готовит созыв съезда в Москве представителей общин евангельских христиан и баптистов. Этот съезд, состоявшийся в 1944 году, послужил объединению баптистов и евангельских христиан в одну деноминацию, ставшую самой крупной протестантской церковью в СССР.
Вопреки ожиданиям, генеральным секретарём нового церковного объединения избирается не Михаил Орлов, а Александр Карев, который занимает эту должность на протяжении последующих 27 лет, до самой своей смерти в 1971 году. Одновременно Карев назначается и главным редактором журнала «Братский вестник», который становится официальным печатным органом ВСЕХБ. Несколькими годами позже, под давлением властей к ВСЕХБ присоединяются и пятидесятнические общины.
В 1960-х годах подписанное под давлением атеистической власти Каревым «Инструктивное письмо», запрещавшее доступ на богослужения в евангельско-баптистские церкви лицам, не достигшим восемнадцатилетнего возраста, провоцирует внутренний протест, а затем и раскол в церквях союза. Созданная оппозиционерами Инициативная группа по созыву съезда церкви ЕХБ добивается проведения второго съезда ВСЕХБ. Проведенный ВСЕХБ в 1963 году официальный съезд отменяет действие «Письма» и идёт на некоторые другие уступки, но не может восстановить единства братства. Карев проводит несколько встреч с лидерами Инициативной группы Г. К. Крючковым и Г. П. Винсом, однако примирения не происходит. 
Напряженные попытки восстановить контроль над ситуацией подорвали здоровье уже немолодого Карева. В 1968 году он перенёс сложную операцию, а в 1971 году умер за письменным столом, готовя доклад к очередному съезду ВСЕХБ. Похоронен на Востряковском кладбище.